# Rudgea trujilloi
Rudgea trujilloi là một loài thực vật có hoa trong họ Thiến thảo. Loài này được Steyerm. miêu tả khoa học lần đầu tiên vào năm 1971.